# Melanagromyza seneciocaulis
Melanagromyza seneciocaulis är en tvåvingeart som beskrevs av Spencer 1960. Melanagromyza seneciocaulis ingår i släktet Melanagromyza och familjen minerarflugor. Inga underarter finns listade i Catalogue of Life.